# Col du Petit Mont-Cenis
Pour les articles homonymes, voir Mont-Cenis.
Le col du Petit Mont-Cenis (en italien colle del Piccolo Moncenisio) à 2 183 mètres d'altitude se situe au-dessus de la vallée de la Maurienne et du val de Suse, au sein du massif du Mont-Cenis. Il est ouvert entre la pointe Droset (2 917 m) et la pointe de Bellecombe (2 755 mètres), à l'ombre du mont Giusalet et du signal du Petit Mont-Cenis. Il sépare le val d'Ambin du plateau.
Il relie Bramans en France (au nord-ouest) à Moncenisio et Suse en Italie (au sud-est).
L'étroite route goudronnée qui le dessert se détache de la RN6 au col du Mont-Cenis et, après avoir contourné au nord-ouest le lac homonyme, transite près du refuge du Petit Mont-Cenis. Un sentier permet de rejoindre le vallon de la Savine ou le vallon d'Ambin reliant Bramans en contrebas, ou atteindre le val de Suse au sud en franchissant le col Clapier (2 477 m).

## Histoire
Il servit de frontière entre la France et l'Italie jusqu'en 1947 et le traité de Paris, mais se situe désormais intégralement en Savoie.